# Sognando Marte
Sognando Marte (Moonshot) è un film del 2022 diretto e scritto da Christopher Winterbauer.

## Trama
Terra, 2049. Walt e Sophie sono due giovani universitari che sognano di raggiungere Marte per motivi diversi. Lei è una brillante scienziata che vuole raggiungere il suo fidanzato Calvin che è sul pianeta rosso da diversi anni per lavoro, lui invece vuole raggiungerlo per poter vivere un'avventura. L'unico modo per raggiungere il pianeta è quello di acquistare un biglietto non alla portata di tutti a causa del costo di un milione di dollari, oppure essere selezionati per svolgere dei lavori.
Walt, che lavora in un bar, incoraggia e convince Sophie a raggiungere il fidanzato, anche se lei ha paura di volare. Il giorno seguente Walt la accompagna sino al terminal dove lei si imbarca mentre lui si intrufola in una capsula di salvataggio. Una volta raggiunta la stazione spaziale Walt viene scoperto da Sophie che gli chiede di rimanere in camera per non essere scoperti e rischiare che vengano rimandati sulla Terra, i due però vengono visti dal comandante così Walt è costretto a fingersi Calvin per non destare sospetti. Durante i 35 giorni di viaggio per raggiungere Marte, i due si conoscono meglio e si avvicinano sempre di più sentimentalmente. Quando tutto il personale è costretto a scendere sul pianeta dopo che un oggetto ha urtato la stazione, Walt viene arrestato mentre Sophie viene ricevuta da Calvin che la informa di averle già trovato un lavoro.
Walt viene rilasciato dopo che Leon Kovi gli propone un contratto che lui accetta. Sophie invece si sente sempre più distaccata da Calvin e decide di tornare sulla Terra e Walt, dove aver saputo la notizia, decide di raggiungerla.

## Distribuzione

### Data di uscita
Il film è stato distribuito in anteprima assoluta attraverso la piattaforma di streaming HBO Max.
Le date di uscita internazionali nel corso del 2022 sono state:
- 31 marzo in Argentina, Argentina (Sueños de Marte), Australia, Brasile (Nossos Sonhos de Marte), Canada, Filippine, Norvegia, Paesi Bassi, Polonia (Wyprawa na Marsa), Singapore, Spagna, Stati Uniti d'America, Svezia, Ungheria (Felszállás - Veled a Marsra)
- 21 aprile negli Emirati Arabi Uniti
- 5 maggio in Germania (Liftoff - Mit dir zum Mars)
- 12 maggio in Francia
- 5 luglio in Italia
- 3 agosto in Giappone (ムーンショット?)

### Divieti
Negli Stati Uniti d'America la MPAA ha classificato il film come visione fino a 13 anni consigliata solo con la presenza di un adulto; può essere visionato liberamente dai 14 anni per scene contenenti linguaggio forte e materiale suggestivo.

### Edizione italiana
La direzione del doppiaggio è di Massimo De Ambrosis e i dialoghi italiani sono curati da Marco Liguori per conto della Studio Emme che si è occupata anche della sonorizzazione.

## Accoglienza

### Critica
Sull'aggregatore di recensioni Rotten Tomatoes il film riceve il 67% delle recensioni professionali positive con un voto medio di 5,7 su 10 basato su 6 recensioni, mentre su Metacritic ha un punteggio di 58 su 100 basato su 7 recensioni.